# Lords of Black (álbum)
Lords of Black es el álbum debut de la banda de power metal española homónima Lords of Black, publicado el 9 de mayo de 2014, bajo un sello discográfico independiente.

## Contenido
Lords of Black cuenta con doce canciones originales más una introducción instrumental, mayoritariamente compuestas por su guitarrista Tony Hernando.  
Este disco combina Riffs y estructuras elaboradas junto a armonías y giros inesperados y originales, sobre unas letras y temáticas variadas y cuidadas que dan como resultado un disco muy poderoso y entretenido.
El disco está Coproducido por Tony Hernando y Roland Grapow, siendo este último quien además se encarga de la mezcla y masterización en sus Grapow Studios en Eslovaquia dotando al disco de un sonido muy moderno con unas contundente baterías y guitarras muy afiladas y definidas. Todo ello empastado con un bajo definido y orquestaciones ricas, sobre las que la especial voz de Romero brilla con fuerza.
Destacan los temas “Lords of Black”, “Nothing left to fear”, “The Grand design”, “At the end of the world”, canciones muy trabajadas de melodías impactantes y estribillos de los que no se olvidan (“The world that came after”, “Would you take me”, “Forgive or forget”, “Too close to the edge”) junto a temas más épicos como “The art of Illusion” Part I “Smoke and Mirrors” –Part II “The man from beyond”. Todo ello cerrado con la pieza de casi diez minutos de duración “When everything is gone”.
El disco está lleno de pinceladas virtuosas por parte de Tony Hernando y Andy C. que están integradas de forma equilibrada a través de todos los pasajes.

## Lista de canciones
| N.º | Título                                                 | Letras                        | Música        | Duración |  |
| 1.  | «Doomsday Clock (Intro)»                               | Tony Hernando                 | Tony Hernando | 1:45     |  |
| 2.  | «Lords of Black»                                       | Tony Hernando                 | Tony Hernando | 4:53     |  |
| 3.  | «Nothing left to fear»                                 | Tony Hernando                 | Tony Hernando | 5:12     |  |
| 4.  | «Would you take me»                                    | Tony Hernando                 | Andy C.       | 4:05     |  |
| 5.  | «The world that came after»                            | Tony Hernando                 | Tony Hernando | 3:45     |  |
| 6.  | «Too close to the edge»                                | Tony Hernando                 | Tony Hernando | 4:25     |  |
| 7.  | «At the end of the world»                              | Tony Hernando/Ronnie Romero   | Tony Hernando | 4:20     |  |
| 8.  | «Forgive or forget»                                    | Tony Hernando                 | Andy C.       | 3:36     |  |
| 9.  | «Out of the dark»                                      | Tony Hernando                 | Tony Hernando | 4:35     |  |
| 10. | «The Grand Design»                                     | Ronnie Romero / Tony Hernando | Andy C.       | 3:20     |  |
| 11. | «'The Art of Illusions' Part I 'Smoke and Mirrors'»    | Ronnie Romero / Tony Hernando | Tony Hernando | 5:05     |  |
| 12. | «'The Art of Illusions' Part II 'The man from beyond'» | Ronnie Romero / Tony Hernando | Andy C.       | 5:30     |  |
| 13. | «When everything is gone»                              | Tony Hernando                 | Tony Hernando | 9:58     |  |

## Personal

### Lords of Black
- Ronnie Romero - Vocalista
- Tony Hernando - Guitarras
- Andy C. (Andrés Cobos) - Batería, piano
- Víctor Durán - Bajo

### Producción
- Tony Hernando -  Producción
- Anti Horrillo y Dani Ballesteros - Grabación
- Roland Grapow - Producción, grabación, mezcla
- Felipe Machado - Arte de cubierta